# تتریس (فیلم)
تتریس (به انگلیسی: Tetris) یک فیلم دلهره‌آور زندگی‌نامه‌ای به کارگردانی جان اس. برد است که در ۳۱ مارس ۲۰۲۳ از طریق اپل تی‌وی پلاس منتشر شد.

## طرح داستان
فیلم، داستان واقعی دربارهٔ نبرد حقوقی پرمخاطره برای تضمین حقوق مالکیت معنوی بازی تتریس است.

## بازیگران
- تارون اجرتون در نقش هنک راجرز
- توبی جونز در نقش رابرت استین
- نیکیتا افرموف در نقش الکسی پاژیتنوف
- راجر آلام در نقش رابرت مکسول
- آنتونی بویل در نقش کوین ماکسول
- توگو ایگاوا در نقش هیروشی یامائوچی
- کن یامامورا در نقش مینورو آراکاوا
- بن مایلز در نقش هاوارد لینکلن
- متیو مارش در نقش میخائیل گورباچف
- ریک یان در نقش لری

## تولید
در ژوئیه ۲۰۲۰ گزارش شد که فیلمی بیوگرافی در مورد سازنده بازی تتریس با کارگردانی جان اس. برد و بازیگران تارون اجرتون ساخته می‌شود که به نبردهای حقوقی که در طول جنگ سرد بر سر مالکیت بازی می‌پردازد و هنک راجرز، توسعه‌دهندهٔ بازی را به تصویر می‌کشد. اجرتون این گزارش را در مصاحبه‌ای در ماه اوت تأیید کرد و توضیح داد که فیلم لحنی شبیه به شبکه اجتماعی خواهد داشت. در نوامبر، اپل تی‌وی پلاس فیلم را تصاحب کرد.
فیلمبرداری در دسامبر ۲۰۲۰ در گلاسگو از جمله فرودگاه گلاسگو پرستویک در ساحل ایرشایر آغاز شد. در فوریه ۲۰۲۱ فیلمبرداری در ابردین در مکان‌هایی از جمله ساختمان جانورشناسی دانشگاه آبردین به عنوان دفتر مرکزی شرکت الکترانورگ تکنیکا استفاده شد. سپس گروه تولید برای چند روز به گلاسکو بازگشت و در اوایل مارس ۲۰۲۱ به پایان رسید. فیلمبرداری دوباره در سال ۲۰۲۲ انجام شد و گفته شد که اکران فیلم برای اواخر سال برنامه‌ریزی شده‌است.

## انتشار
این فیلم برای اولین بار در جشنواره فیلم جنوب از جنوب غربی ۲۰۲۳ نمایش داده شد. نخستین نمایش آن در اپل تی‌وی پلاس در ۳۱ مارس ۲۰۲۳ بود.

## بازخورد
در وبگاه جمع‌آوری نقد راتن تومیتوز، ٪۸۲ از ۱۷۴ بررسی منتقدان مثبت است و میانگینِ امتیاز آن ۶٫۷/۱۰ است. اجماع این وبگاه چنین می‌نویسد: «در حالی که به هیچ وجه به اندازهٔ بازی آن اعتیادآور یا سریع نیست، تتریس یک روایت سرگرم‌کننده و جوشان از داستان این بازی کلاسیک ۸ بیتی را ارائه می‌دهد.» این فیلم در متاکریتیک که از میانگین وزنی استفاده می‌کند، بر اساس نظر ۳۶ منتقدین امتیاز ۶۱ از ۱۰۰ را کسب کرده که نشان‌گر «نقدهای عموماً مطلوب» است.